# Sands of Time
Sands of Time é o sexto álbum da banda The S.O.S. Band lançado pela Tabu em abril de 1986. Foi produzido por Jimmy Jam e Terry Lewis. Este é o último álbum contando com os vocais da vocalista original, Mary Davis, antes de ela sair do grupo e embarcar em uma carreira solo.

## História
O álbum atingiu o número 4 na parada R&B albums. Também alcançou o número 44 na Pop albums. O primeiro single, "The Finest", alcançou o número 2 da parada Billboard R&B. O single também alcançou o número 44 da Billboard Hot 100, número 8 da Hot Dance Club Play e número 17 na UK Singles Chart. Os três singles seguintes, "Borrowed Love", "Even When You Sleep" e "No Lies" também entraram na parada R&B, alcançando os números 14, 34 e 43, respectivamente. "No Lies" atingiu o número 2 da parada Hot Dance Club Play.

## Faixas
Todas as faixas escritas e compostas por Jimmy Jam e Terry Lewis, exceto onde anotado. 
| Lado um |                        |         |  |
| N.º     | Título                 | Duração |  |
| 1.      | "Even When You Sleep"  | 4:08    |  |
| 2.      | "Sands of Time"        | 4:28    |  |
| 3.      | "Borrowed Love"        | 5:26    |  |
| 4.      | "Nothing But the Best" | 4:48    |  |

| Lado dois |                                                                            |         |  |
| N.º       | Título                                                                     | Duração |  |
| 5.        | "The Finest"                                                               | 6:09    |  |
| 6.        | "No Lies"                                                                  | 4:58    |  |
| 7.        | "Two Time Lover" (Jerome Thomas, Lloyd Oby, Jason Bryant, Jr.)             | 4:30    |  |
| 8.        | "Do You Still Want To?" (Reather Bryant, Jerome Thomas, Jason Bryant, Jr.) | 4:57    |  |
| 9.        | "Sands of Time (Reprise)"                                                  | 0:28    |  |

## Músicos
- Jason Bryant – teclados, vocais
- Mary Davis – vocais e background vocals
- Billy Ellis – saxofone
- Sonny Killebrew – saxofone
- Abdul Ra'oof – trumpete, vocais
- John Simpson – baixo
- Bruno Speight – guitarra
- Jerome Thomas – bateria, percussão

Músicos adicionais
- Jimmy Jam, Terry Lewis, Jellybean Johnson, Stewart Hanley, Kurt Mitchel – músicos
- Mark Smith – background vocals e vocalista convidado em "The Finest"
- Cherrelle, Alexander O'Neal – vocalista convidado em "The Finest"
- Terry Lewis, Lisa Keith, Jellybean Johnson, Jimmy Jam, Jerome Benton, Fredi Grace, Lloyd Oby – vocalistas

## Produção
- Jimmy Jam e Terry Lewis – produtores, produtores executivos, engenheiros de gravação, engenheiros assistentes
- The S.O.S. Band – produtores (em "Two Time Lover" e "Do You Still Want To?")
- Tom Race – engenheiro de gravação
- Steve Hodge – engenheiro assistente, engenheiro de mixagem
- Brian Gardner – engenheiro de masterização
- Robin Tucker – coordenador de A&R
- Dale Wehlacz – direção de arte, design, ilustração

## Paradas
| Parada (1986)                   | Pico |
| ------------------------------- | ---- |
| U.S. Billboard Top Pop Albums   | 44   |
| U.S. Billboard Top Black Albums | 4    |
| UK Albums Chart                 | 15   |

Singles
| Ano  | Single                | Pico | Pico   | Pico   | Pico |
| Ano  | Single                | US   | US R&B | US Dan | UK   |
| ---- | --------------------- | ---- | ------ | ------ | ---- |
| 1986 | "The Finest"          | 44   | 2      | 8      | 17   |
| 1986 | "Borrowed Love"       | —    | 14     | 26     | 50   |
| 1986 | "Even When You Sleep" | —    | 34     | —      | —    |
| 1987 | "No Lies"             | —    | 43     | 2      | 64   |